# Ясоварман I
Ясоварман I (кхмер. ព្រះបាទយសោវរ្ម័នទី១) — правитель Кхмерської імперії.

## Життєпис
Після смерті Індравармана I почалася боротьба за владу між двома його синами. Зрештою, 889 року переміг Ясоварман.
Впродовж першого року свого володарювання Ясоварман збудував близько 100 монастирів (ашрамів) по всьому царству. Кожен ашрам використовувався як місце відпочинку для ченців і монарха під час його поїздок. 893 року в центрі бараю Індрататака був зведений острівний храм Лолей. В той же період розпочалось будівництво нового бараю, що в сім разів був більший, ніж попередній.
Головним досягненням часів правління Ясовармана стало перенесення столиці з Харіхаралайї до Яшодхарапури. Остання залишалась столицею впродовж 500 років. Саме там розташовано багато великих і відомих релігійних пам'яток кхмерської культури, наприклад, Ангкор-Ват. Для перенесення столиці існувало багато причин. По-перше, стара столиця була переповнена храмами, зведеними попередніми правителями. До того ж нова столиця була ближче до річки Сіємреап і розташована між плато Кулен і річкою Тонлесап. Також Ясоварман збудував нову дорогу, що з'єднала стару й нову столиці.
За часів правління Ясовармана I було зведено низку храмів та інших культових споруд, зокрема Пномбакхенг, призначений для зберігання лінги монарха, а також Пномкраом і Пномбок.